# Bustouristik Tonne

Historisches Logo Bustouristik Tonne von 2015

Die Transdev Busservice GmbH ist ein regionales Busunternehmen in der Feldberger Seenlandschaft. Das Unternehmen betreibt mehrere Buslinien in den Landkreisen Mecklenburgische Seenplatte, Vorpommern-Greifswald und Ludwigslust-Parchim. Das Unternehmen ist sowohl im ÖPNV als auch im Reiseverkehr tätig. Außerdem ist es ein 100%iges Tochterunternehmen der Transdev GmbH.

## Geschichte
Das Unternehmen wurde 1991 durch den ehemaligen Inhaber Klaus-Dieter Tonne gegründet.

## Linienübersicht
Folgende Linien befährt die Bustouristik Tonne:
- 615    Triepkendorf – Feldberg – Neubrandenburg
- 618   Triepkendorf – Feldberg – Bredenfelde
- 619   Neustrelitz – Carpin – Feldberg
- 621   Triepkendorf – Feldberg – Fürstenhagen
- 629   Triepkendorf – Feldberg – Carwitz
- 631    Neustrelitz – Goldenbaum
- 632   Triepkendorf – Dolgen – Feldberg